# Монеты Деция Траяна

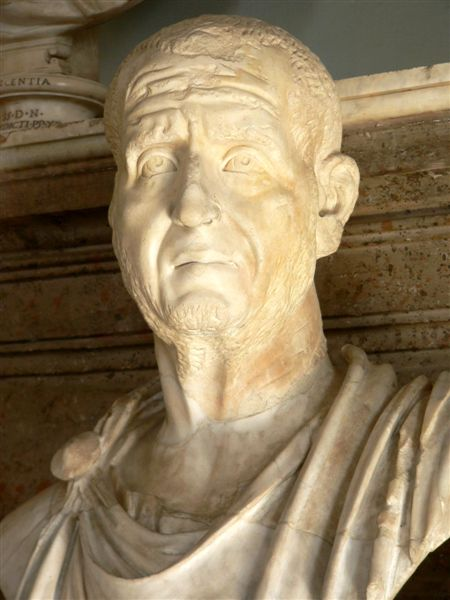
Бюст Деция Траяна

Монеты Деция Траяна — монеты Римской империи, отчеканенные в период правления императора Деция Траяна (249—251).

## Правление Деция Траяна
Деций Траян родился в Паннонии, о его родителях, а также о точной дате рождения ничего не известно. Его карьера была успешной, он занимал должности квестора, входил в состав сената, был наместником Нижней Мёзии, а затем — Тарраконской Испании. После гражданской войны 238 года впал в немилость и был лишён поста наместника.
К политической деятельности вернулся, вероятно, после объявленной императором Филиппом амнистии. Был назначен главнокомандующим легионов провинций Мёзия и Паннония. Прибыв туда, был провозглашён войсками императором. Пытался примириться с Филиппом, сообщая ему, что выбор солдат сделан помимо его воли. Филипп, не поверив ему, повёл войска на подавление мятежа. Вблизи Вероны войска Филиппа были разбиты, император погиб в бою.
В 250 году Деций Траян возглавил войска, отражавшие нападения племён карпов и готов под предводительством Книвы, и одержал несколько побед. В 251 году возобновил кампанию против Книвы. В битве при Арбитте римляне потерпели поражение, Деций Траян и его сын Геренний Этруск погибли в бою.

## Монеты Деция Траяна
К началу правления Деция Траяна монетная система, установленная реформой Октавиана Августа (ауреус = 2 золотых квинария = 25 денариев = 50 квинариев = 100 сестерциев = 200 дупондиев = 400 ассов = 800 семисов = 1600 квадрансов), претерпела изменения. Монеты некоторых номиналов не чеканились длительное время, вводились новые номиналы, несколько раз, начиная с правления Нерона, уменьшались вес и проба монет.
В правление Деция Траяна также произошли изменения, он возобновил чеканку семисов и начал чеканку двойных сестерциев. В период его правления чеканились ауреусы, денарии, квинарии, антонинианы, двойные сестерции, сестерции, дупондии, ассы и семисы.
На реверсах монет изображались римские боги и персонификации: Абунданция, Виктория, Пудицития, Уберитас и др.
Важное значение, которое играли в период правления Деция Траяна балканские провинции, нашло отражение на монетах. На реверсах помещались изображения персонификаций: двух Панноний (Верхней и Нижней), Дакии, Гения армии Иллирии. Была выпущена серия монет с изображениями предшественников Деция Траяна, отнесённых к числу «божественных». Предположительно эта серия была частью религиозной политики, направленной на преследование христиан.
В Римской империи, кроме имперских монет для всего государства, чеканили и провинциальные. Жёсткий контроль их выпуска со стороны Рима отсутствовал. Для них характерно использование традиционных для провинций номиналов денежных единиц, а также легенда на местном языке, а не на латыни. С именем Деция Траяна чеканились серебряные тетрадрахмы, а также медные монеты с легендой на греческом языке.
Кроме монет, выпускавшихся от имени самого Деция Траяна, чеканились также монеты от имени его членов семьи: жены Герении Этрусциллы (ауреусы, антонинианы, двойные сестерции, сестерции, дупондии, ассы и тетрадрахмы), сыновей Герения Этруска (ауреусы, денарии, квинарии, антонинианы, сестерции, дупондии и тетрадрахмы) и Гостилиана (ауреусы, квинарии, антонинианы, сестерции, дупондии и тетрадрахмы).

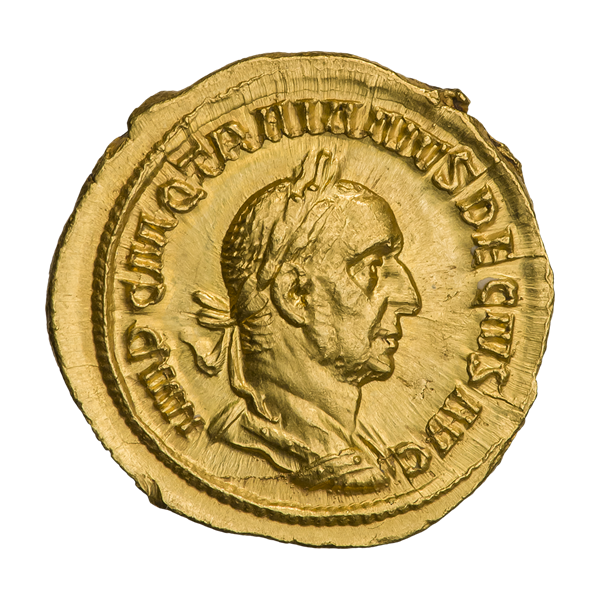
Аверс, легенда IMP C MQ TRAIANVS DECIVS AVG
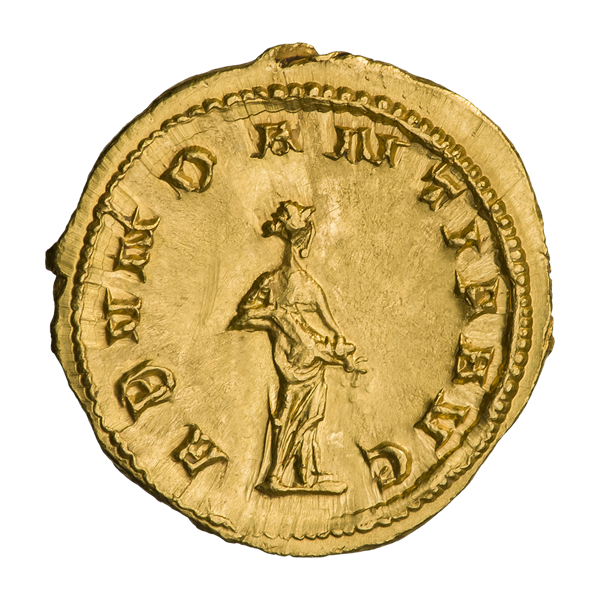
Реверс. Абунданция (персонификация изобилия), легенда ABVNDANTIA AVG
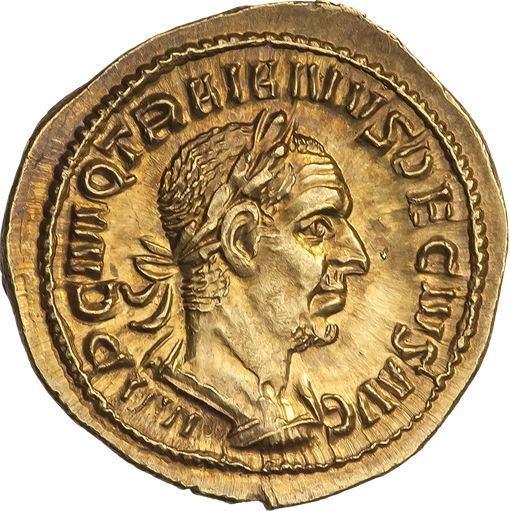
Аверс, легенда P CM Q TRAIANUS DECIVS AVG
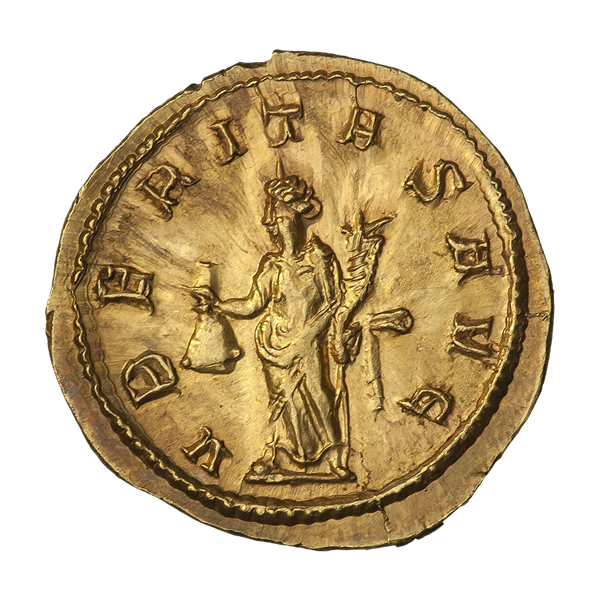
Реверс. Уберитас (персонификация плодородия), легенда VBERITAS AVG
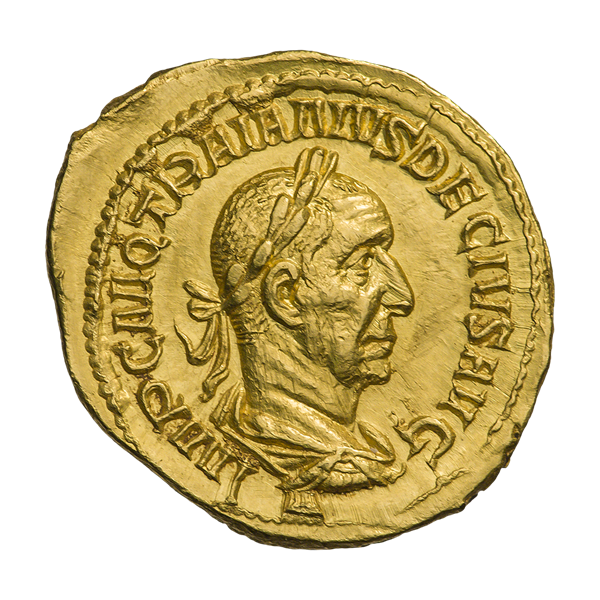
Аверс, легенда IMP C M Q TRAIANVS DECIVS AVG
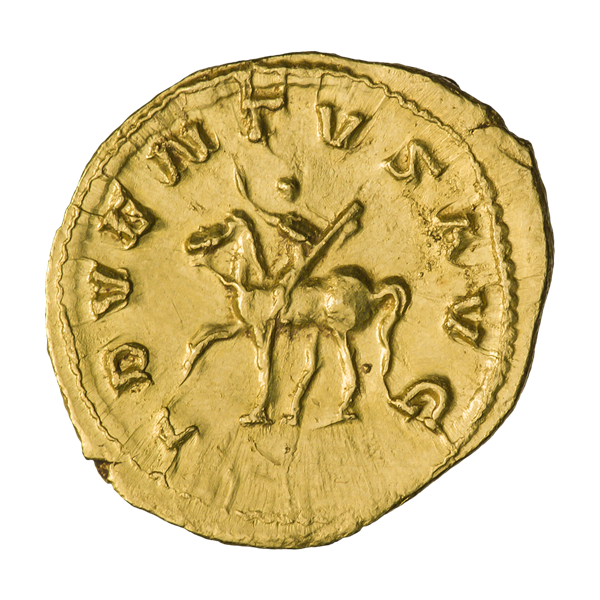
Реверс, Деций Траян верхом на коне, легенда ADVENТVS AVG

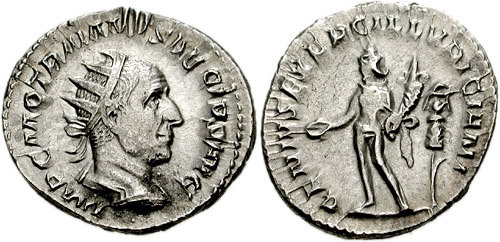
На реверсе — Гений армии Иллирии, легенда — GENIVS EXERC ILLVRICIANI
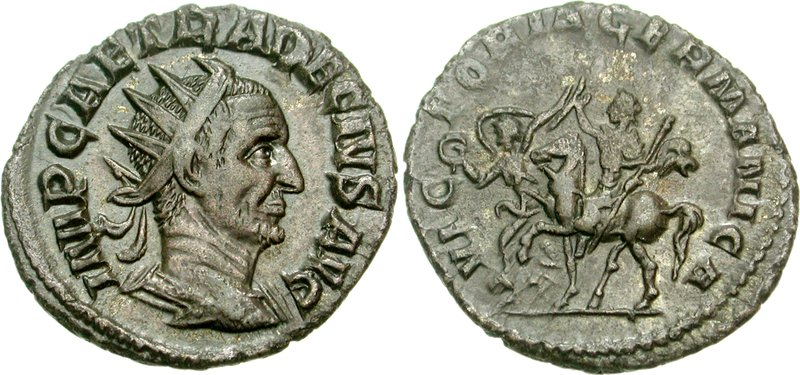
На реверсе — Деций Траян на коне и Виктория, легенда VICTORIA GERMANICA
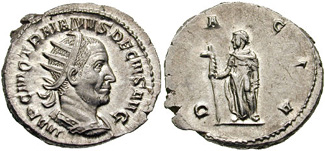
На реверсе — стоящая Дакия, легенда DACIA
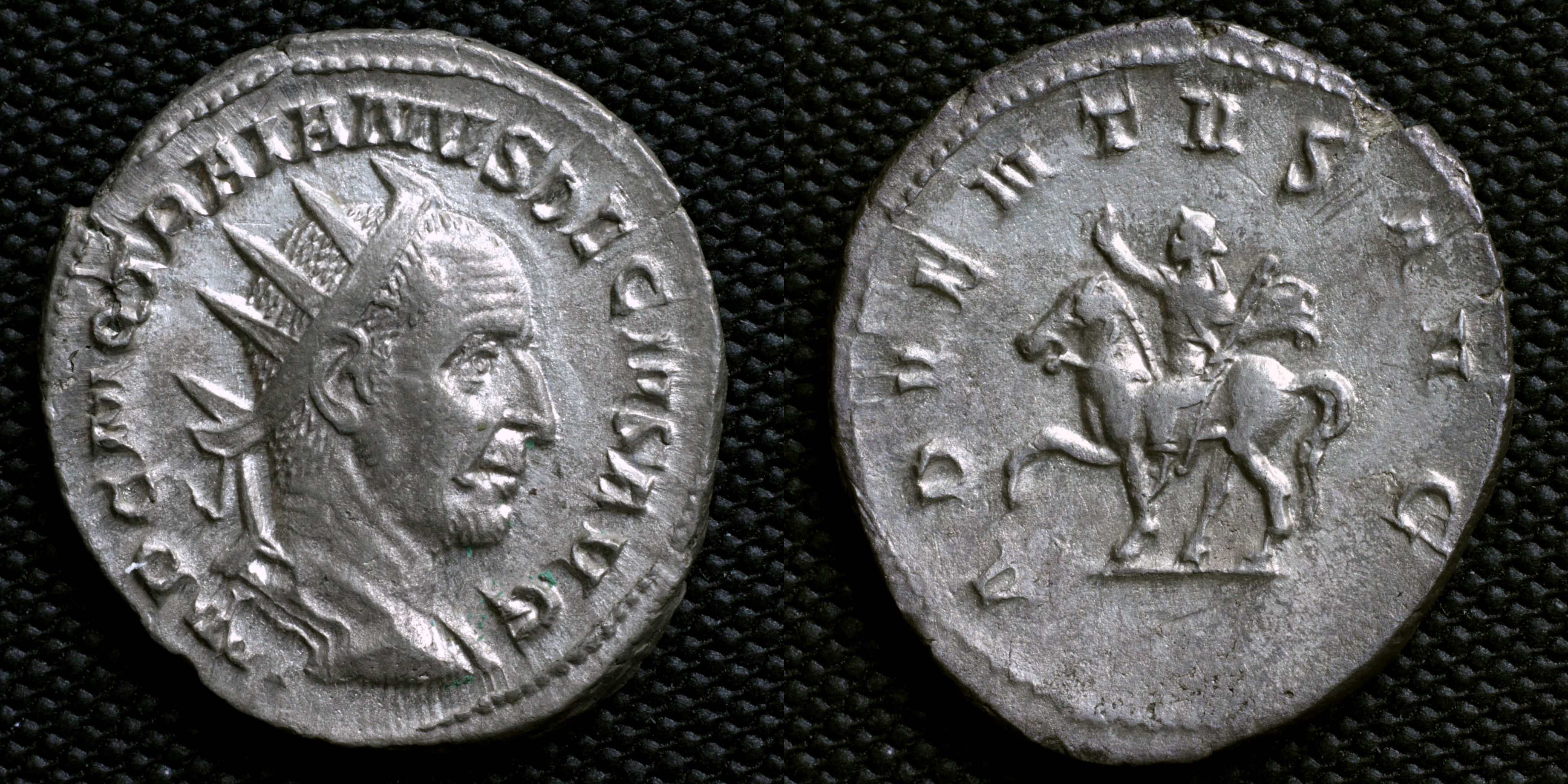
На реверсе — Деций Траян верхом на коне, легенда ADVENТVS AVG

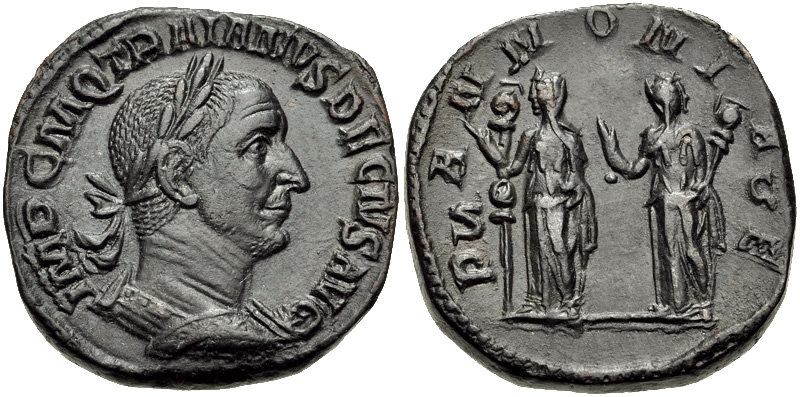
На реверсе — две Паннонии, легенда — PANNONI A E